# Паспорт безопасности химической продукции
Паспорт безопасности химической продукции (англ. safety data sheet, SDS) — документ, являющийся обязательной составной частью технической документации на химическую продукцию (вещество, смесь, материал, отходы промышленного производства) и предназначенный для обеспечения потребителя достоверной информацией по безопасности промышленного применения, хранения, транспортирования и утилизации химической продукции, а также её использования в бытовых целях. Паспорт безопасности разрабатывается на продукцию, используемую в быту или промышленности и обязательно содержит информацию, которая необходима для обеспечения безопасности жизни людей и сохранности здоровья, имущества и окружающей среды.
Наличие документа необходимо для грузоперевозок, прохождения таможенной очистки и при получении других разрешительных документов.